# Juan Gonzalo Lorca
Juan Gonzalo Lorca Donoso, né le 15 janvier 1985 à Santiago du Chili, est un footballeur international chilien.
Attaquant, il joue pour le Club de Deportes Antofagasta.

## Biographie

### Colo-Colo
Lorca a commencé le football à douze ans à Colo-Colo. Il débute en équipe première le 7 juillet 2004 contre Universidad Catolica comme milieu gauche. Mais il va très vite se recentrer pour jouer au poste d'attaquant. Il inscrit son premier but contre Cobreloa. En 2006 il est prêté à Huachipato pour acquérir de l'expérience, où il atteint les 11 buts en championnat ouverture et clôture confondus. Revenu à Colo-Colo en 2007, il participe au tournoi d'ouverture, au cours duquel il inscrit 4 buts en 10 matchs. Ses performances commencent à attirer des clubs européens.

### Vitesse Arnhem
Pour la saison 2007-2008 d'Eredivisie, Lorca est prêté au Vitesse Arnhem. Auteur d'une saison correcte, il inscrit 2 buts en championnat, mais le nouvel entraîneur du club décide de ne pas lever l'option d'achat en fin de saison. Il retourne donc à Colo-Colo en 2008, et participe au tournoi de clôture, mais n'est que très peu utilisé.

### Boulogne sur Mer
Après un nouveau prêt en 2009 à O'Higgins, en bas de tableau chilien, où il inscrit 6 buts, Gonzalo décide cette fois de quitter définitivement Colo-Colo. Le 8 janvier 2010, il intègre l'entraînement de l'US Boulogne en Ligue 1, afin d'être testé par le staff de Laurent Guyot. Le 14 janvier, les dirigeants de Boulogne trouvent un accord avec ceux de Colo-Colo pour un transfert de l'ordre de 400.000 €.
Le 16 janvier il marque un doublé avec la réserve de l'USBCO face à l'équipe de Marck. Il ne reste plus qu'à confirmer. Ce qu'il fait dès le 27 janvier ou il marque son premier but officiel contre le SR Colmar en 16èmes de finale de Coupe de France. Dans le cadre de la Coupe de la Ligue, il inscrit un coup franc somptueux contre le Toulouse Football Club qui permet à son équipe d'atteindre les 8èmes de finale.

### Carrière internationale
En 2006, Lorca commence à être appelé par Nelson Acosta, qui l'intègre au groupe pour la Copa América en 2007. Le nouveau sélectionneur Marcelo Bielsa, l'appel à son tour sans toutefois le faire jouer. Il a marqué son premier but international contre la Jamaïque.
En 2008, Lorca a disputé le Tournoi de Toulon, où il inscrit un but.

## Vie privée
Lorca a horreur du prénom Juan et préfère être appelé Gonzalo ou Chalo.
Son oncle Benjamin, jouait défenseur à l'Audax Italiano.